# Dichaea muricatoides
Dichaea muricatoides är en orkidéart som beskrevs av Fritz Hamer och Leslie Andrew Garay. Dichaea muricatoides ingår i släktet Dichaea och familjen orkidéer. Inga underarter finns listade i Catalogue of Life.